# Distretto di Kabataş
Il distretto di Kabataş (in turco Kabataş ilçesi) è uno dei distretti della provincia di Ordu, in Turchia.